# Alicia Asín
Alicia Asín (Zaragoza, 1982) es una experta española en Inteligencia Artificial, IoT y Big Data. Cofundadora y Consejera Delegada de Libelium. En 2018 recibió el  Premio Europeo para Mujeres Innovadoras por su labor al frente de una empresa tecnológica aragonesa centrada en el internet de las cosas. Es ingeniera informática por la Universidad de Zaragoza y se graduó en ESADE Business School.

## Biografía
Alicia Asín es ingeniera especializada en IoT, AI y Big data, lo que se concibe como una nueva revolución tecnológica, en proceso de implementación. Participa como oradora en conferencias internacionales sobre temas relacionados, por ejemplo, las ciudades inteligentes o las redes de sensores inalámbricos
Ha sido la primera mujer en recibir el premio Joven Emprendedor Nacional en la reunión de 2014 de la Confederación Española de Jóvenes Emprendedores (CEAJE) y entre 2017 y 2018 se refrendó su capacidad de innovación con los premios Rey Jaime I (2017) y el premio Mujeres Innovadoras de la UE otorgado por el Consejo de Europa.

El premio otorgado por la UE le ha permitido dar visibilidad a las mujeres en el ámbito de las ingenierías, un campo en el que cada vez hay menos mujeres implicadas, y en el que la española Alicia Asín, junto a la suiza Monique Morrow se han convertido en referente y ejemplo de la lucha por la mujer para situarse en puestos de prestigio y responsabilidad. En sus propias palabras: 
Si las chicas no encuentran mujeres con las que identificarse, no van a proyectarse en esos modelos ni a optar por ese tipo de estudios. Es un drama mayor del que parece. La respuesta fácil es "si las chicas hacen enfermería en vez de ingeniería será porque les gusta más". No podemos quedarnos en un análisis tan superficial. En un mundo cada vez más digitalizado, las carreras técnicas y la tecnología van a ser cada vez más protagonistas en todos los puestos de responsabilidad. Si las mujeres empiezan a autoexcluirse de esos puestos, la brecha salarial se va a incrementar todavía más.
En 2006 cofundó Libelium con David Gascón, empresa que preside, destinada al desarrollo de sensores para las ciudades inteligentes. Alicia defienden que el internet aplicado a las ciudades logrará mejorar la calidad de vida de las personas, e incluso, que la democracia será más fuerte gracias a la llegada de los servicios de internet a cada rincón de las ciudades.

## Datocracia
En sus ponencias e intervenciones, Alicia Asín evangeliza sobre la 'datocracia', un movimiento en el que las administraciones tomen sus decisiones basándose en los datos recopilados, despojándolas de ideologías o corrientes políticas. La 'datocratización' busca tecnificar las decisiones que afectan a la calidad de vida de los ciudadanos, como las referentes a la salud o al medio ambiente. "Nos estamos acostumbrando a exigir más datos y más racionalidad en todas las decisiones a nivel empresarial, pero también a nivel social y político”.

## Premios
| Premio                                         | Categoría                         | Otorgado por                                           | Año  |
| ---------------------------------------------- | --------------------------------- | ------------------------------------------------------ | ---- |
| Top 100 Most Creative People in Business       |                                   | Forbes                                                 | 2019 |
| Women Innovators Awards                        |                                   | Consejo de Europa                                      | 2018 |
| Rey Jaime I                                    | Emprendedores                     | Fundación Premios Jaime I                              | 2017 |
| Mejor Mánager de Aragón                        |                                   | ADEA                                                   | 2016 |
| Hechos de Talento                              | Business, advertising and finance | Marca España & Clear Channel                           | 2015 |
| Premio Nacional de Jóvenes Emprendedores       |                                   | Confederación Española Jóvenes Empresarios CEAJE       | 2014 |
| Premio a la Excelencia Empresarial             |                                   | ARAME                                                  | 2012 |
| Mejor Gerente Comercial                        | Comercio Exterior                 | ADEA                                                   | 2011 |
| Jóvenes emprendedores inspiradores             |                                   | ESADE                                                  | 2011 |
| Emprendedor siglo XXI                          |                                   | La Caixa                                               | 2009 |
| Premio Aragón de la Sociedad de la Información |                                   | Asociación de Telecomunicaciones de Aragón             | 2008 |
| Premio al mejor papel                          |                                   | Taller sobre educación en arquitectura de computadoras | 2007 |
| Generación XXI                                 |                                   | LUA multimedia y Fundación Emprender en Aragón         | 2007 |
| Mejor Desarrollo de Investigación              |                                   | Consejo Económico y Social de Aragón                   | 2007 |
| Premio IDEA                                    | Mejor Idea de Innovación          | Fundación Emprender en Aragón                          | 2007 |